# Сражение при Серро-Гордо
Сражение при Серро-Гордо (исп. Batalla de Cerro Gordo, англ. Battle of Cerro Gordo) — сражение, произошедшее 18 апреля 1847 года во время американо-мексиканской войны, когда армия Уинфилда Скотта начала наступление от Веракруса на Мехико. Генерал Санта-Анна разместил свою армию на сильной укреплённой позиции на высотах, но инженеры Скотта смогли найти пути обхода левого фланга мексиканской армии. Оказавшись под угрозой окружения, мексиканцы оставили позицию и отступили к Мехико.

## Предыстория
США решили открыть восточный фронт и в качестве первого этапа бомбардировали и захватили почти беззащитный порт Веракрус, который капитулировал 27 марта 1847 года. Генерал Уинфилд Скотт, командовавший этим фронтом, начал продвижение вглубь страны, имея целью город Мехико.
18 апреля 1847 года войска США столкнулись с армией Мексики в месте, называемом Серро Гордо, в 35 километрах от города Халапа. Там, на холмах El Telégrafo (Серро Гордо) и Ла Аталайя укрепился Санта-Анна.
Подполковник инженерных войск Мануэль Роблес получил приказ от генерала Валентина Каналисо провести рекогносцировку Серро Гордо. Он нашёл позицию выгодной для того, чтобы воспрепятствовать американским войскам в продвижении на Халапу, с помощью партизан. Однако он пришел к выводу, что позиция у Серро Гордо не является наиболее жизнеспособной и его оборона будет подвергать опасности всю армию. Его мнение основывалось главным образом на том, что дорога могла быть отрезана противником в тылу позиции, на отсутствии возможности манёвра для кавалерии и небольшом эффекте артиллерии из-за изрытой и лесистой местности, которая бы защитила вражескую пехоту в случае атаки и в нехватке воды и наконец, в невозможности спасти артиллерию в случае поражения. В свою очередь в качестве места, где следовало бы дать сражение он рекомендовал Корраль Фальсо, благоприятную позицию для численно превосходящей мексиканской кавалерии, к тому же Скотт не смог бы скрыть передвижения своих войск, которые легко могли бы быть атакованы артиллерией с дальнего расстояния. Несмотря на эти выводы, которые оказались верными, генерал Каналисо по прямому приказу Санта-Анны приказал Роблесу укреплять позицию Серро-Гордо.
В прокламации от 29 апреля командование Восточной армии передавалось генералу Валентину Каналисо. Восточная армия состояла из одноимённой дивизии, которой была придана бригада Ранхеля (генерал Хоакин Ранхель), дивизия состояла из остатков Северной армии, бригады Пинсона, Национальных Гвардейцев Коатепека и Халапы, ядра кавалерии которое чуть позже будет состоять из специальной дивизии Каналисо, и наконец Бригада Артеага, состоящая из действующих батальонов Национальной Гвардии Пуэблы, насчитывающая 1000 человек. С этими силами, исключая вышеупомянутую бригаду Артеага, которая не прибыла до последних моментов битвы 18 апреля, так и не приняв в ней участия, Санта-Анна расположил свой лагерь на Серро-Гордо.

## Приготовления

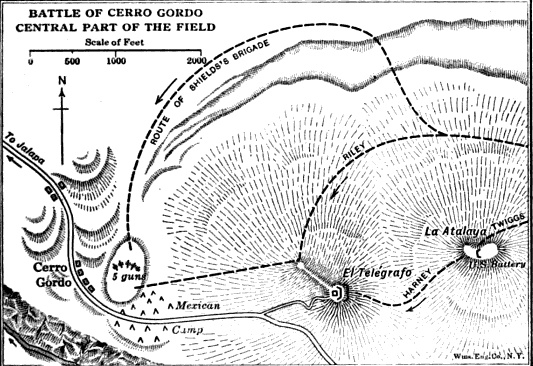
Западная часть поля боя. (Justin H. Smith’s The War with México)

С 11 апреля авангард североамериканских войск под командованием бригадного генерала Твиггса, преследовал мексиканских улан, и вскоре обнаружил, что мексиканская армия занимает близлежащие возвышенности. Твиггс ждал подхода подкреплений, под командованием дивизионного генерала Роберта Паттерсона, которые подошли на следующий день.
Хотя Паттерсон был старше по званию, он был болен, поэтому позволил Твиггсу спланировать атаку. С этой целью он отправил Брукса и Борегара на разведку местности, которые обнаружили маленькую дорогу, с которой можно было зайти во фланг мексиканской позиции и овладеть Ла-Аталайей — возвышенностью, доминирующей над всей позицией.
Борегар информировал о своей находке Твиггса, который, несмотря на эту информацию, решил подготовить фронтальную атаку против трёх мексиканских батарей на утёсах, использую бригаду генерала Пиллоу. Обеспокоенный высокими потерями, которые повлекла бы эта мера, и тот факт, что основная часть армии ещё не прибыла, Борегар изложил своё мнение Паттерсону. В результате этой беседы Паттерсон, несмотря на болезнь, ночью 13 апреля, вновь взял командование на себя и приказал отложить назначенную на следующий день атаку. 14 апреля в План-дель-Рио прибыл Скотт прибыл с дополнительными войсками и взял на себя командование операцией.

## Сражение

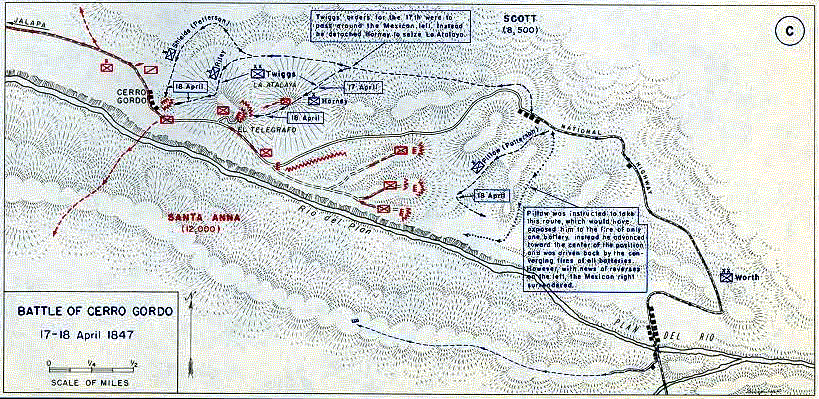
Битва при Серро Гордо

Оценив ситуацию, Скотт решил отправить основную часть войск в обход мексиканского фланга, одновременно поведя атаку на высоты. Так как Борегард заболел, дальнейшее исследование фланговой дороги было возглавлено капитаном Робертом Ли. Проведя разведку и подтвердив возможность использовать дорогу, Ли пошел чуть дальше и чуть было не попал в плен. Получив данные его разведки, Скотт направил команду инженеров, чтобы расширить дорогу, прозванную «тропой» («the trail»). Подготовленная для выдвижения, 17 апреля вышла дивизия Твиггса, состоящая из бригад, под командованием полковников Уильяма Харни и Беннета Райли, чтобы двигаться по тропе и занять Ла-Аталайю. Добравшись до холма, они должны были окопаться и быть готовыми атаковать на следующее утро. Чтобы усилить его, Скотт придал ему под командование бригаду Джеймса Шилдса.
Продвигаясь на Ла-Аталайю, силы Твиггса были атакованы мексиканцами на Серро-Гордо. В ходе своей контратаки, часть сил Твиггса продвинулась слишком далеко и приняло на себя огонь основных мексиканских линий, прежде чем отступить. Ночью Скотт отдал приказ, чтобы Твиггс открыл дорогу на запад, через густые леса и перерезал Федеральную Дорогу в мексиканском тылу. Это должно было быть поддержано атакой Пиллоу против батарей. Ночью, втащив 24-фунтовую пушку на вершину холма, люди Харни возобновили сражение утром 18 апреля и штурмовали мексиканские позиции у Серро-Гордо. Преодолев их траншеи, они вынудили мексиканцев оставить высоты.
На востоке Пиллоу начал двигать на батареи. Хотя Борегар рекомендовал провести простую демонстрацию, Скотт приказал Пиллоу атаковать заслышав звуки боя Твиггса против Серро-Гордо. Возражая против своего поручения, Пиллоу вскоре ухудшил ситуацию, заспорив с лейтенантом Зилусом Тауэром, который разведывал пути подхода. Настаивая на другом пути, Пиллоу подставил под огонь артиллерии свою команду в течение большей части пути до точки атаки. Со своими потрёпанными силами, он начал бранить своих полковых командиров, прежде чем покинуть поле боя с небольшой раной в руку. Однако неэффективность атаки Пиллоу мало повлияла на битву, так как Твиггсу уже удалось преодолеть мексиканскую позицию.

## Комментарии
1. ↑  Национальной Гвардией в Мексике именуются иррегулярные части. Так что имеются в виду ополченцы указанных городов.